# Chelifera ensifera
Chelifera ensifera är en tvåvingeart som beskrevs av Axel Leonard Melander 1947. Chelifera ensifera ingår i släktet Chelifera och familjen dansflugor.
Artens utbredningsområde är Washington. Inga underarter finns listade i Catalogue of Life.